# 孙家珍
孙家珍（1930年—），男，浙江镇海人，中国高分子化学家、辐射化学家，曾任中国科学院长春应用化学研究所研究员，民盟吉林省委常委。